# (73918) 1997 HA10
(73918) 1997 HA10 – planetoida z pasa głównego asteroid okrążająca Słońce w ciągu 4,51 lat w średniej odległości 2,73 j.a. Odkryta 30 kwietnia 1997 roku.